# Gładysze
Gładysze (niem.  Schlodien) – wieś w Polsce położona w województwie warmińsko-mazurskim, w powiecie braniewskim, w gminie Wilczęta.
W latach 1975–1998 miejscowość administracyjnie należała do województwa elbląskiego.

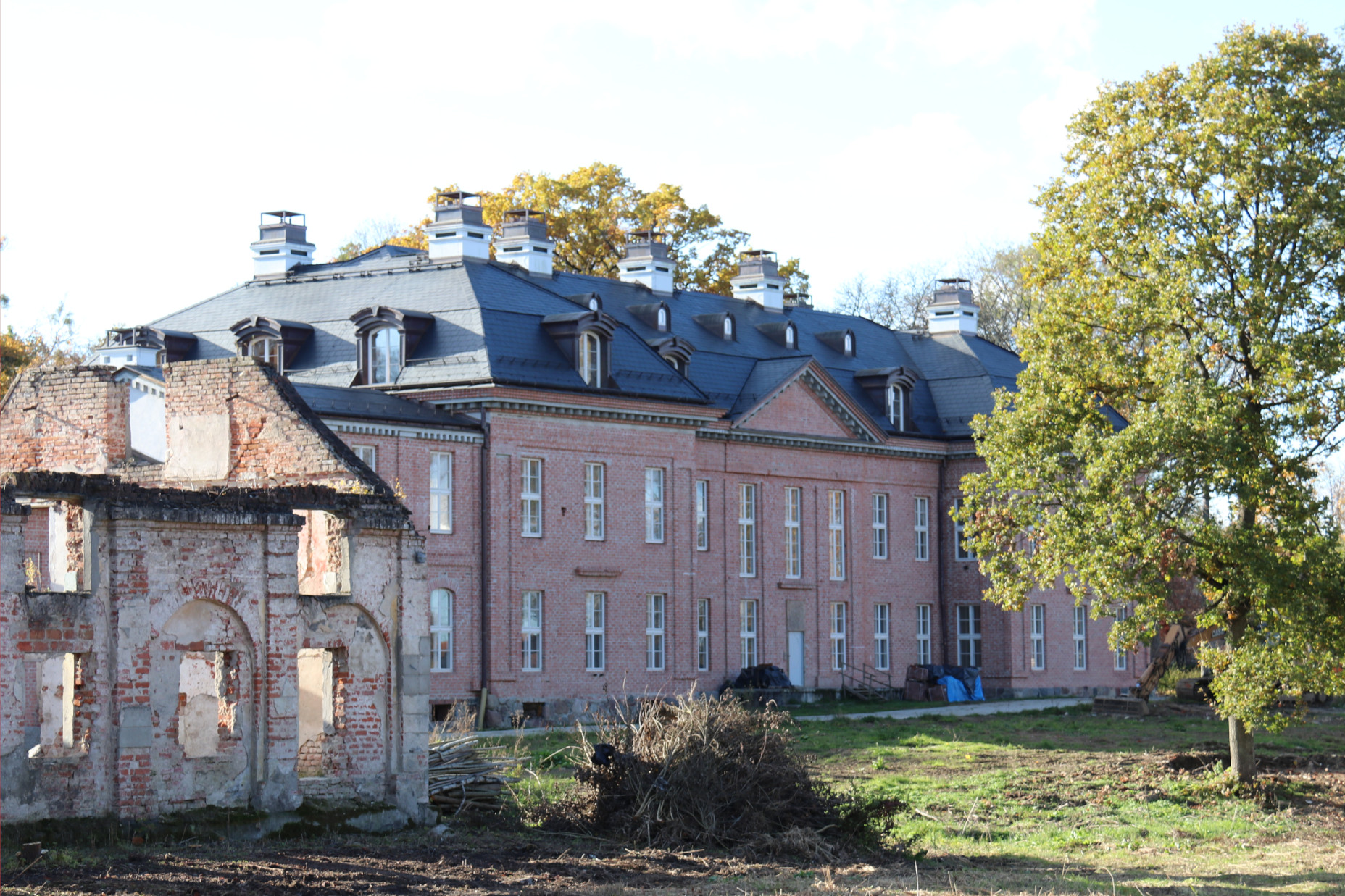
Palace Schlodien, reconstruction 2024

Z Ornety – przez Gładysze – do Pasłęku wiedzie trasa rowerowa "Pałace rodu zu Dohna I". 

## Zabytki
Do wojewódzkiego rejestru zabytków wpisane są obiekty:
- zespół pałacowy, 1 poł. XVIII: 
  - ruiny pałacu Dohnów w stylu baroku holenderskiego, zbudowanego na początku XVIII wieku.
  - park z terenami folwarków,
  - stajnia,
- kaplica grobowa rodziny zu Dohna, w lesie, opodal drogi do Wilcząt, 1879.

## Osoby związane z Gładysze
- Christoph II. von Dohna-Schlodien (1702-1762)